# Новопрагская волость
Ново-Прагская (Новопражская) волость — административно-территориальная единица Александрийского уезда Херсонской губернии.
По состоянию на 1886 год состояла из 3-х поселений, 3-х сельских общин. Население 13 230 человек (5851 мужского пола и 7379 женского), 2207 дворовых хозяйств.
| Собственность  | Площадь десятин (в т. ч. пахотной) |
| -------------- | ---------------------------------- |
| Сельских общин | 23 622 (20 419)                    |
| Казённая       | 1344 (485)                         |
| Другая         | 248 (248)                          |
| Всего          | 25 180 (22 093)                    |

Поселения:
- Новая Прага — посад при реке Бешка в 20 верстах от уездного города, 7214 человек, 1266 дворов, православная церковь.
- Головковка — село при реке Бешка, 3684 человека, 534 двора, православная церковь, 2 лавки.
- Митрофановка — село при прудах, 2302 человека, 407 дворов, православная церковь, молитвенный дом, школа.